# Лабайчук Василь Іванович
Лабайчук Василь Іванович (нар. 7 січня 1990, с. Красносільці)  — український громадський і політичний діяч, член Проводу та голова центрального штабу національно-визвольного руху «Правий сектор». Зазнав політичних репресій у справі знищення пам'ятника Сталіну в Запоріжжі. Кандидат у народні депутати України у 2014 році. Відомий в націоналістичному середовищі під псевдонімом «Кривоніс».

## Біографічні відомості
З 2008 року командир Тернопільського ОЗ ВО “Тризуб” ім. Степана Бандери.
У 2010 році був одним із репресованих режимом Януковича за пошкодження погруддя Сталіну.
З листопада 2013 року учасник подій у Києві на Майдані, один з перших комендантів «Правого сектору». Учасник оборони Майдану. Отримав вогнепальне поранення стегна та плеча.
З липня 2014 року (по лютий 2015 року), після створення Добровольчого Українського Корпусу «Правого сектору», призначений начальником штабу 6-го батальйону ДУК «ПС».
З 2014 року командир Західноукраїнської округи ВО “Тризуб” ім. Степана Бандери, організаційне звання – сотник.
У 2015 році був обраний членом Проводу НВР "Правий сектор". Після відходу Дмитра Яроша від революційної діяльності стаєв головою центрального штабу НВР "Правий сектор" та залишився на шляху революційної боротьби.
16 грудня 2017 року наказом голови партії призначений на посаду заступника голови партії - Андрія Тарасенка на з'їзді НВР "Правий сектор", приуроченому 4-річчю Руху.  [Архівовано 4 березня 2022 у Wayback Machine.]

### Репресії в часи правління Януковича
Затриманий 9 січня 2011 року в своєму селі Красносільці. Доставлений у Збаразький РВВС, через декілька годин – в Тернопільське обласне управління МВС, де пробув майже добу. Утримуваний без будь-яких причин і пояснень.
З Тернополя був відправлений до Івано-Франківська. Після допитів 11 січня був етапований разом з побратимами, під посиленою охороною, до Львова і звідтіля спеціальним авіарейсом до Запоріжжя.
У Запоріжжі більше двох тижнів був у нелюдських умовах, без засобів до існування в ІТТ Заводського РВВС Запоріжжя (конфіскували усі речі і видали замість них чужу легку одежу, майже не годували), де довший час без адвоката продовжувалися допити працівниками МВС та СБУ. Піддавався психологічному та фізичному тиску.
Слідчі намагались довести причетність Василя Лабайчука до скоєння терористичного акту – підриву пам’ятника Сталіну 1 січня 2011 року.
Рідні та друзі тривалий час не могли встановити місце його перебування.
Тільки в кінці січня був переведений до СІЗО Запоріжжя.
Звільнений 13 квітня 2011 року на поруки народних депутатів Андрія Парубія, Володимира В’язівського, Лілії Григорович та Зіновія Шкутяка. В ув’язненні перебував 3 місяці та 4 дні.

### Націоналістична діяльність
З початку своєї громадської діяльності Василь Лабайчук організував велику кількість результативних акцій, зокрема важливо відзначити, що Лабайчук один з найактивніших борців за створення єдиної української Церкви. Діяльність Лабайчука Василя має відверто націоналістичний характер, серед них численні акції протестів, народні люстрації, вишколи для членства, просвітницькі акції та переведення церков з російської юрисдикцію під українську. Завдяки наполегливій праці друг "Кривоніс" здобув якісну підтримку від мешканців Галичини та України у цілому. 
У період виборчої компанії у 2014 році до Верховної Ради ЦВК відмовилася реєструвати у кандидати Лабайчука, проте останній через суд домігся свого законного права.
У 2014 році Василь Лабайчук ініціював старт безстрокової акції «Геть загарбників у рясах». У рамках цієї акції було проведено сотні пропагандистських заходів з метою роз’яснення українцям справжньої сутності Московського Патріархату в Україні. Близько десятка громад із Московського Патріархату вдалося перевести в Київський Патріархат та пізніше в ПЦУ [Архівовано 4 березня 2022 у Wayback Machine.]